# Shigao Zhen (köping i Kina)
Shigao Zhen (kinesiska: 石羔镇) är en köping i Kina. Den ligger i provinsen Hunan, i den södra delen av landet, omkring 370 kilometer nordväst om provinshuvudstaden Changsha. Antalet invånare är 23432. Befolkningen består av 11 681 kvinnor och 11 751 män. Barn under 15 år utgör 19,0 %, vuxna 15-64 år 71 %, och äldre över 65 år 9,0 %.
Genomsnittlig årsnederbörd är 1 711 millimeter. Den regnigaste månaden är maj, med i genomsnitt 288 mm nederbörd, och den torraste är december, med 22 mm nederbörd.